# 日本幼少年体育協会
公益財団法人日本幼少年体育協会（にほんようしょうねんたいいくきょうかい）は、「幼児・児童の体力づくり」「保育内容の向上」「チャイルドスポーツ指導者の養成」を目的とした事業を実施する団体。

## 概要
1976年（昭和51年）に設立され、主たる事務所を東京都板橋区においている。旧称は、社団法人幼少年体育振興協会。2010年（平成22年）度に、日本幼少年体育協会へ改組。一般財団法人から2013年に内閣府から公益財団法人に認定され、全国に約40,000人の資格会員を抱える。
理事長は柴岡三千夫。学校法人タイケン学園理事長・日本ウェルネススポーツ大学学長を兼務している。2013年（平成25年）12月に、内閣総理大臣から公益財団法人に認定された。現在、幼児体育指導者資格の認定事業と研修・講習会とそれに伴う幼児体育に関する事業を全国規模で行っている。幼児体育指導者資格は協会の実施する「幼児体育指導者検定」で取得することができる。

## 事業内容
幼児体育健康指導者講習会と幼児体育指導者検定（幼体検定）の普及活動を主に行っている。全国の幼稚園・保育園・スポーツ関連団体約40,000件を対象に行っている幼児体育健康指導者講習会は、実技と座学を入れた1日ないし2日講習として実施している。また、幼児体育指導者検定（幼体検定）は、東京・大阪・愛知・福岡・北海道・静岡・沖縄・宮城・鹿児島・鳥取等各地で実施している。また、認定校制度を導入して一般会場と同等の内容で大学・短大・専門学校・高校を対象に全国で開催している。この検定を受けて幼児体育指導者資格を付与された会員数は、現在40,000人であり、体育に関する資格では最大規模となっている。また、設立当初の名残として地域の振興活動（指導者派遣）も行っていたが、公益財団化後は普及活動内容が主流となっており、指導者派遣は分離している。
研究機関として、書籍や遊具の提案・研究も行っている。理事長の柴岡三千夫が日本体育大学・少年工科学校出身で陸上自衛隊に関連が深いため、パラシュートからヒントを得て子ども向けに作成した、スポーツバルーンやスカイバルーンが有名。その他、以前の協会ロゴマークであった、持ち運びのできるトランポリンや、持ち運びが簡単にできる折りたたみの運動マット等を開発した。2020年には『なぜ必要か　少年工科学校の教育』を著書、監修した。少年工科学校時代の自身経験を活かし、又、全国の自衛隊の教官や指導者の経験も盛り込み、指導者としての養成・教育を研究し教える物の姿勢や在り方を深く洞察し実践した内容となっている。
また、協会オリジナル曲には、理事長の柴岡の故郷である高知県の伝統文化である鳴子やよさこいの伝統的なリズム体操や現代のポップスに合わせた夢と希望の夏やアメリカ・フランスといった外国的な内容を入れた「ハロー体操」などがある。その他、食育を考え作成した「野菜レンジャー」「やさい体操」などを作成している。
近年、手遊び歌あそび折り紙・バルーンアート・手軽な運動あそび・伝統あそび・ボールあそび・鉄棒・かけっこあそび含め復刻版とからオリジナルあふれるものまで種多様なア演目や種目を取り入れ、幼稚園・保育園・スポーツ関連団体以外にも子どもに携わる者（体育・スポーツ指導者から未経験者まで）へ広く啓蒙活動も行っている

## 沿革
- 1976年（昭和51年） - タイケンスポーツクラブ、タイケン幼児体育指導協会として発足
- 1977年（昭和52年） - タイケン幼児体育指導協会が日本幼児体育協会に改組
- 1979年（昭和54年） - 第1回幼児体育健康指導者講習会を夢の島体育館で開催（以後継続事業）
- 1980年（昭和55年） - 幼児体育指導者検定（幼体検定）の認定事業開始（以後継続事業）
- 1982年（昭和57年） - 社団法人幼少年体育振興協会として認可を受ける
- 1998年（平成10年） - ベビーシッター養成事業開始
- 2005年（平成17年） - タイケンスポーツクラブを「タイケンスポーツ学校」と改組した
- 2006年（平成18年） - ウェルネス保育園開園
- 2008年（平成20年） - 保育園事業、タイケンスポーツ学校事業を分離
- 2010年（平成22年） - 一般財団法人日本幼少年体育協会に改称
- 2013年（平成25年） - 公益財団法人日本幼少年体育協会に改組

## 関連書籍
- 1987年　『幼児体育 基礎編』タイケン・柴岡三千夫
- 1990年　『幼児体育指導教範』タイケン・柴岡三千夫
- 1991年　『幼児のための体操全集』タイケン・柴岡三千夫
- 2007年　『幼児体育 応用編』タイケン・山口智之
- 2020年　『なぜ必要か　少年工科学校の教育』タイケン・柴岡三千夫

## 関連人物
- 柴岡三千夫 - 学校法人タイケン学園グループ理事長